# Rafał Gikiewicz
Rafał Gikiewicz (ur. 26 października 1987 w Olsztynie) – polski piłkarz, występujący na pozycji bramkarza, od 2024 w polskim klubie Widzew Łódź.

## Kariera klubowa
Rafał zaczynał karierę wraz ze swym bratem Łukaszem Gikiewiczem w olsztyńskich klubach, grywając m.in. w juniorskich drużynach Stomilu. Swój seniorski debiut zaliczył jednak w barwach czwartoligowego DKS Dobre Miasto, do którego trafił w wieku 17 lat. Po krótkim pobycie w również czwartoligowego Sokoła Ostróda przez sezon 2006/2007 reprezentował barwy trzecioligowej Drwęcy Miasto Lubawskie. Następnie trafił do Wigier Suwałki, gdzie spisywał się bardzo dobrze. W listopadzie 2007 przebywał na testach w Górniku Zabrze. Latem 2008 sprawdzany był w Legii Warszawa oraz w Jagiellonii. 5 lipca 2008 roku podpisał 4-letni kontrakt z białostockim klubem.
Jego menadżerem został Marek Citko, który przyznał, iż transfer Gikiewicza z Wigier Suwałki do Jagiellonii Białystok był jego największym sukcesem w dotychczasowej karierze menadżerskiej.
Podczas gry w Dobrym Mieście był powołany na konsultację do reprezentacji do lat 18. Jako bramkarz Jagiellonii w sierpniu 2009 został desygnowany do kadry U23 prowadzonej przez Stefana Majewskiego.
Rafał Gikiewicz zdobył z Jagiellonią Białystok Puchar Polski 2009/2010. Przed końcem meczu 1/8 finału z Arką Gdynia obronił rzut karny przy stanie 0:0 i dzięki temu zespół mógł rozegrać dogrywkę. W półfinale obronił karnego wykonywanego przez Huberta Wołąkiewicza – piłkarza Lechii Gdańsk.
30 sierpnia 2010, dwa dni przed zamknięciem okienka transferowego Gikiewicz zdecydował się wrócić do rodzinnego Olsztyna, gdzie w tamtejszym drugoligowym Stomilu Olsztyn miał występować przez rok na zasadzie wypożyczenia.
Jednak już po pół roku, 10 stycznia 2011 Gikiewicz podpisał czteroipółletni kontrakt ze Śląskiem Wrocław. W sezonie 2011/2012 ze Śląskiem wywalczył mistrzostwo Polski. 8 kwietnia 2014 rozwiązał kontrakt z klubem.
17 kwietnia 2014 podpisał kontrakt z Eintrachtem Brunszwik, ważny do 30 lipca 2016. Na początku sierpnia 2016 został zawodnikiem SC Freiburg.
Z dniem 1 lipca 2018 roku został nowym bramkarzem 1. FC Union Berlin. W sezonie 2. Bundesligi 2018/2019 rozegrał wszystkie 34 mecze swojej drużyny (14 razy zachował czyste konto). W spotkaniu przeciw 1. FC Heidenheim w ramach 9 kolejki zdobył gola głową w czwartej minucie doliczonego czasu gry (94') doprowadzając do remisu 1:1 (tym samym został dziewiątym strzelcem gola z gry jako bramkarz w historii 2. Bundesligi oraz dwunastym w historii 1. i 2. Bundesligi). W sezonie obronił jednego karnego na pięć egzekwowanych. Trzykrotnie był wybierany przez serwis Kicker do składu jedenastki kolejki. W punktacji meczowej za sezon prowadzonej przez Kicker uzyskał średnią notę 2,66 pkt., zajmując pierwsze miejsce w kategorii bramkarzy oraz drugie miejsce wśród wszystkich ocenianych graczy ligi. Z Unionem zajął trzecie miejsce w 2. Bundeslidze, awansując do baraży, w których po dwumeczu przeciw VfB Stuttgart (2:2, 0:0) w dniu 27 maja 2019 uzyskał awans do Bundesligi, wywalczony po raz pierwszy w historii klubu. 
29 czerwca 2020 został piłkarzem FC Augsburg, z którym podpisał kontrakt do 30 czerwca 2023. Ponad trzy tygodnie po wygaśnięciu kontraktu z Augsburgiem, 22 lipca 2023 roku, Gikiewicz dołączył do tureckiej drużyny MKE Ankaragücü na podstawie rocznego kontraktu z możliwością przedłużenia o kolejny sezon. 
Ponad trzy tygodnie po wygaśnięciu kontraktu z Augsburgiem, 22 lipca 2023 roku, Gikiewicz dołączył do tureckiej drużyny MKE Ankaragücü na podstawie rocznego kontraktu z możliwością przedłużenia o kolejny sezon. 12 sierpnia 2023 roku zadebiutował w nowej drużynie, wychodząc w pierwszym składzie na mecz 1. kolejki tureckiej Süper Lig przeciwko Kasimpasa (2:3). 21 sierpnia 2023 roku jego zespół zdobył pierwsze punkty, z Gikiewiczem pomiędzy słupkami, remisując z Adana Demirspor (1:1). Polak stał się podstawowym wyborem trenera, a takim samym rezultatem zakończył się mecz z Karagümrük z 27 sierpnia 2023 roku. W następnej kolejce polski bramkarz stanął naprzeciwko Fenerbahce (0:1). 13 lutego 2024 roku został piłkarzem łódzkiego Widzewa.

## Kariera reprezentacyjna
Rafał Gikiewicz nie zadebiutował w reprezentacji Polski, mimo że dwukrotnie uczestniczył w zgrupowaniach kadry. Po raz pierwszy w grudniu 2011 przed meczem z Bośnią i Hercegowiną w tureckim Kundu, a po raz drugi wiosną 2019, kiedy Jerzy Brzęczek powołał go awaryjnie w miejsce kontuzjowanego Wojciecha Szczęsnego na zgrupowanie reprezentacji Polski przed czerwcowymi meczami z Macedonią i Izraelem.

## Sukcesy

### Jagiellonia Białystok

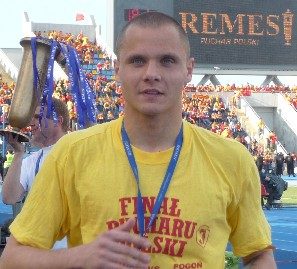
Rafał Gikiewicz po zdobyciu Pucharu Polski przez Jagiellonię Białystok

Rozgrywki składają się z 8 części:
- Puchar Polski: 2010

### Śląsk Wrocław
- Mistrzostwo Polski: 2012
- Superpuchar Polski: 2012

### 1. FC Union Berlin
- Awans do Bundesligi: 2018/2019

### Wyróżnienia
- Piłkarz Roku w FC Augsburg: 2022[27]

## Życie prywatne
Brat bliźniak Łukasza Gikiewicza, który również został piłkarzem.